# Mitarbeiterüberwachung
Mitarbeiterüberwachung bezeichnet die Überwachung von Arbeitnehmern durch Arbeitgeber. Damit werden mehrere Zwecke verfolgt: Zum einen sollen Geschäftsprozesse optimiert werden, zum anderen sollen Leistung und Verhalten der Mitarbeiter kontrolliert werden, um Fehlverhalten detailliert erfassen und es nachweisen zu können. Darüber hinaus sind jedoch Fälle bekannt geworden, in denen die Privatsphäre der Mitarbeiter und ihrer Angehörigen ausgespäht wurde.
Mitarbeiterüberwachung betrifft sowohl die Privatsphäre und den persönlichen Datenschutz als auch das betriebliche Personalwesen.

## Rechtliche Entwicklung

### Deutschland
Der Arbeitnehmerdatenschutz gilt oft als nicht hinreichend beachtet. Häufig befassen sich auch die Betriebsräte nicht ausreichend mit der Problematik, obwohl sie nach § 87 Abs. 1 Nr. 1 und Nr. 6 Betriebsverfassungsgesetz dazu verpflichtet wären.
Nach der Entscheidung des deutschen Bundesarbeitsgerichts darf eine Überwachung nur „im notwendigen Rahmen“ stattfinden (Bundesarbeitsgericht, Urteil vom 26. August 2008, Az.: 1 ABR16/07).
Im Februar 2009 befürwortete Frank Bsirske, Chef der Dienstleistungsgewerkschaft Verdi, ein Arbeitnehmer-Datenschutzgesetz. Reinhard Göhner, Hauptgeschäftsführer der Bundesvereinigung deutscher Arbeitgeberverbände, sprach sich dagegen aus.
Umgesetzt werden soll schließlich der Datenschutz über verschiedene Gesetzesänderungen auf Grundlage des Gesetzes zur Regelung des Beschäftigtendatenschutzes, dessen Entwurf am 25. August 2010 beschlossen wurde.

## Formen der Durchführung
Zeiterfassung
- Die Zeiterfassung durch Stechuhren oder Magnetkarten sind vielerorts im Einsatz und anerkannt.
- Die weitere systematische Erfassung von Toilettengängen oder kurzen Rauchpausen würde jedoch ein vollständiges Bewegungsprofil eines jeden Mitarbeiters ergeben.

Ortsbestimmung
- Im Bereich der Speditionstechnik können Mitarbeiter über eine auf den Mobiltelefonen installierte Software permanent lokalisiert werden.[4]
- Bei Taxis ist sogar eine lückenlose Ortung über GPS möglich und heutiger Standard. Digitale Technik kann zudem den Innenraum überwachen und Ton sowie Bilder in die Taxizentrale übertragen. Die Datenspeicherung der Bewegungsdaten wurde 2013 von der Interessengemeinschaft Bremer Taxifahrer moniert.[5][6][7][8]

Leistungsmessung
- Messungen der Tagesleistung etc.

Videoüberwachung
- Insbesondere Handelsunternehmen setzen Überwachungskameras ein, um überwachen zu können, ob die Mitarbeiter selbst Diebstähle begehen. Zu diesen Unternehmen zählen die Discounter Penny-Markt, Netto und Norma sowie Rewe, Tegut, Hagebau oder Famila.[9]

Kommunikationsüberwachung
- E-Mails, Internet, Telefonate: Über die Protokollierung des Surf-Verhaltens, Einsichtnahme in die E-Mails und Mitschneiden der Telefonate kann Einsicht in die Kommunikation, berufliche Meinungen bis hin zur Privatsphäre genommen werden. Die Interessengemeinschaft Bremer Taxifahrer monierte unter anderem das Mitschneiden von Kundenanrufen.[5][6][7][8]

Datenabgleich
- Bei Telekom und Deutscher Bahn sind Bankverbindungen der Lieferanten mit Lohn- und Gehaltskonten der Belegschaft verglichen worden.[4]
- das Einholen von Schufa-Auskünften gilt als nicht statthaft.[10]

Einsatz von Detektiven
- Einsatz von beauftragten Personen für Kontrollen wie zum Beispiel Testkäufe, auch zum Beispiel mit im Einkaufswagen versteckten Waren.[11]
- Detektive werden auf Beschäftigte angesetzt, etwa im Krankheitsfall oder zur Kontrolle von Außendienstlern
- Erweitert werden die Protokolle häufig um Beobachtungen zu privaten Beziehungen, Liebeskummer, Scheidungen, Alkoholproblemen, Krankheiten, arbeitslose Verwandte[12]

## Bekannt gewordene Eklats und Rechtsstreitigkeiten

### Deutschland
Bei einigen Unternehmen gab es Auseinandersetzungen, die öffentlich bekannt geworden sind:
- Lidl: Das Unternehmen setzte Privatdetektive ein, um das Verhalten der Mitarbeiter zu beobachten und auch Verhalten aus dem Bereich der Privatsphäre zu erforschen. Die Aufdeckung führte zum Skandal im Frühjahr 2008.[13][14] Lidl erhielt eine Gesamtstrafe in Höhe von 1,462 Millionen Euro.[15]
- IKEA und Burger King wurden im April 2008 wegen Filmaufnahmen kritisiert.[16]
- Die Überwachungsaffäre der Deutschen Telekom beschäftigt die Öffentlichkeit seit Mai 2008[17][18]
- Gerling wertete Telefon- und E-Mail-Ziele von Mitarbeitern aus, wie im Juli 2008 bekannt wurde.[19]
- MediaMarkt: Den Mitarbeitern wurde in der Filiale Wolfsburg im Oktober 2008 mit einem Gentest gedroht. Anlass war das wiederholte Bepopeln der Herren-Toiletten. Darüber berichtete die Braunschweiger Zeitung. Das Handelsunternehmen drohte daraufhin dieser Zeitung mit der Einstellung der Werbeanzeigen, die Zeitung musste mit Einbussen bei den Werbeeinnahmen in Höhe von 300.000 Euro rechnen.[20]
- Bahn AG: Heimlich wurden alle dienstlichen, privaten und gesellschaftlichen Kontakte von etwa 1.000 Top-Führungskräfte gesammelt, um Kontaktdiagramme zu erstellen, wie im April 2009 bekannt wurde. Auch die Ehepartner wurden ausgeforscht.[21][22][23]
- Eine Mitarbeiterin eines Unternehmens wurde im Eingangsbereich mit einer Kamera überwacht. Sie erstritt im Oktober 2010 einen Schadensersatz in Höhe von 7000 Euro. Laut Gericht handelte es sich „um eine schwerwiegende und hartnäckige Verletzung des informationellen Selbstbestimmungsrechts“ (Hessisches Landesarbeitsgericht, Urteil vom 25. Oktober 2010, Az. 7 Sa 1586/09).[24][25]
- REWE räumte im April 2013 ein, in der Kette Penny in Einzelfällen Mitarbeitern mit Video überwacht und mit Detektiven nachgestellt zu haben.[26]
- Dem Elektronik-Händler Notebooksbilliger.de wurde 2021 wegen Videoüberwachung der Mitarbeiter ein Bußgeld in Höhe von 10 Millionen Euro auferlegt.[27]

### Österreich
- Dem Unternehmen Tiger Lacke, Wels, wurde im Juli 2009 vorgeworfen, Krankenstands-Rankings erstellt, Mitarbeiter mit versteckten Kameras beobachtet und E-Mails mitgelesen zu haben.[28]